# Ilburnia amamau
Ilburnia amamau är en insektsart som beskrevs av Frederick Arthur Godfrey Muir 1921. Ilburnia amamau ingår i släktet Ilburnia och familjen sporrstritar. Inga underarter finns listade i Catalogue of Life.